# Ça reste entre nous
Pour plus de détails, voir Fiche technique et Distribution.
Ça reste entre nous est un film français réalisé par Martin Lamotte, sorti en 1998.

## Synopsis
Patrick est un homme comblé. Chef d'une prospère petite entreprise de construction, il est marié à la charmante Hélène, qui lui a donné deux beaux garçons. Par ailleurs, il entretient une liaison avec l'une de ses voisines, Élisabeth, et partage son temps entre les deux femmes. Une gymnastique parfois compliquée, pour ne pas dire éreintante, dont il s'accommode tant bien que mal. Jusqu'au jour où sa tendre épouse se met en tête de lui faire une surprise et convoque en catimini parents et amis pour fêter leur anniversaire de mariage. Or Élisabeth compte justement sur Patrick pour l'accompagner aux fiançailles du fils de son voisin...

## Fiche technique
- Titre : Ça reste entre nous
- Réalisation : Martin Lamotte
- Scénario : Carole Brenner et Jean-Carol Larrivé
- Photographie : Jean-Yves Le Mener
- Musique : Norbert Krief, David Jacob et Costa Papadoukas
- Production : Xavier Gélin
- Pays de production :  France
- Langue originale : français
- Genre : comédie
- Durée : 86 minutes
- Format : couleur
- Dates de sortie :
  - France : 6 mai 1998

## Distribution

### 1refamille Patrick
- Sam Karmann : Patrick, le mari d'Hélène

- Catherine Frot : Hélène, la femme de Patrick
  - Isabelle Nanty : Martine, la sœur d'Hélène et la compagne de Maurice
    - François Morel : Maurice, le compagnon de Martine
- Jonathan Reyes : le fils de Patrick et Hélène et le neveu de Martine

### 2efamille Patrick
- Sam Karmann : Patrick
- Carole Brenner : Élisabeth

### Couples d'amis
- Stéphane Freiss : Jean-Paul
- Fanny Cottençon : Agnès

--
- Martin Lamotte : Richard
- Zabou Breitman : Marie

--
- Antoine Duléry : Gilles
- Séverine Ferrer : Carine

### Voisins2efamille
- Philippe Bruneau : Antoine Pichot
- Cédric Brenner : le fils Pichot
- Valérie Labro : la belle-fille Pichot

### Autres
- Michèle Bernier : la caissière du supermarché
- Pascal Mottier : l'employé du supermarché
- Laetitia Palermo : Thérèse
- Vincent Schimenti : le médecin de l'hôpital
- Annie Jolec : l'infirmière  de l'hôpital